# Avtomatizem srca
Avtomatizem srca so impulzi, ki krčijo srce, nastajajo pa v vlaknih miokarda. imenujemo jih ritmoriki. glavni je sinusni vozel, kjer nastajajo impulzi za kontracijo. Je skupek posebnih mišičnih celic v srcu, kjer se sprožajo električni tokovi. Ti so potrebi za delovanje srca. sipaticno in parasimpatično živčevje vpliva na frekvenčno moč.